# Mayer Amschel Rothschild
Mayer Amschel Rothschild (Francoforte sul Meno, 23 febbraio 1744 – Francoforte sul Meno, 19 settembre 1812) è stato un banchiere e imprenditore tedesco, fondatore dell'impero bancario della famiglia Rothschild, divenuta una delle famiglie più famose nel mondo degli affari. Nel 2005, è stato classificato settimo nella lista dei "venti uomini d'affari più influenti di tutti i tempi" dalla rivista Forbes. La rivista si riferì a lui come "il padre fondatore della finanza internazionale".

## Biografia
Di religione ebraica, nacque nel ghetto di Francoforte sul Meno da Amschel Moses Rothschild detto Bauer (contadino in tedesco). Appassionato di numismatica, ereditò la bottega di cambiavalute del padre a 12 anni. Sfruttando la sua conoscenza delle monete fornì, con successo, consulenze e pezzi rari a facoltosi collezionisti. Grazie a questo successo, decise di abbandonare il soprannome familiare di Bauer e di mantenere il solo cognome Rothschild, derivante dal tedesco Rot Schild (scudo rosso), dalla forma e colore dell'insegna della bottega di cambiavalute familiare.
Buona parte della prima fortuna di Rothschild fu costruita mentre era cassiere presso la banca della famiglia Oppenheimer ad Hannover. Guglielmo IX, Langravio d'Assia-Kassel, aveva ereditato ciò che era stato asserito essere tra le più grandi fortune in Europa, accumulate durante e dopo l'invasione e la conquista della regione da parte di Napoleone I e grazie anche alla fornitura di soldati al re d'Inghilterra Giorgio III contro l'esercito coloniale di George Washington. Così, Guglielmo IX, prima di andare in esilio per alcuni anni, decise di nominare suo "ebreo di corte" il giovane Meyer, che si era distinto per l'abilità nella gestione degli affari di altri clienti della banca. Meyer riuscì ad accrescere sia il patrimonio di Guglielmo IX che il suo personale e aprì la sua prima banca a Francoforte.

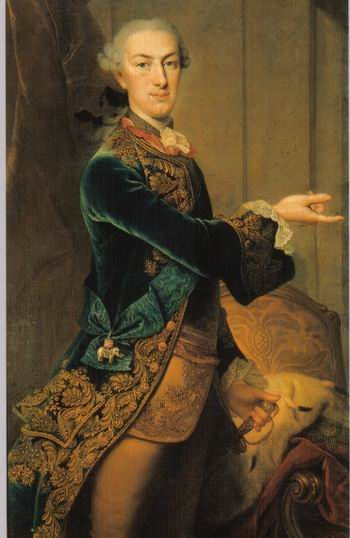
Ritratto di Guglielmo IX, Langravio d'Assia-Kassel

Nel 1798 il terzo figlio, Nathan Mayer Rothschild, fu inviato in Inghilterra per promuovere gli interessi della famiglia nell'importazione nel settore tessile con 20 000 sterline di capitale, creando così la prima filiale estera. Nathan fu poi naturalizzato cittadino inglese nel 1804 e quindi istituì una banca nella City di Londra. Nel 1810, Mayer sottoscrisse un formale accordo di partnership con i suoi tre figli maggiori. Il figlio minore Jacob invece fu inviato a Parigi nel 1811, per rafforzare la capacità della famiglia di operare in tutta Europa. Ciò gli permise di trarre profitto dal finanziamento degli eserciti di Wellington in Portogallo, che richiesero il prestito di grandi quantità d'oro per conto del governo britannico.

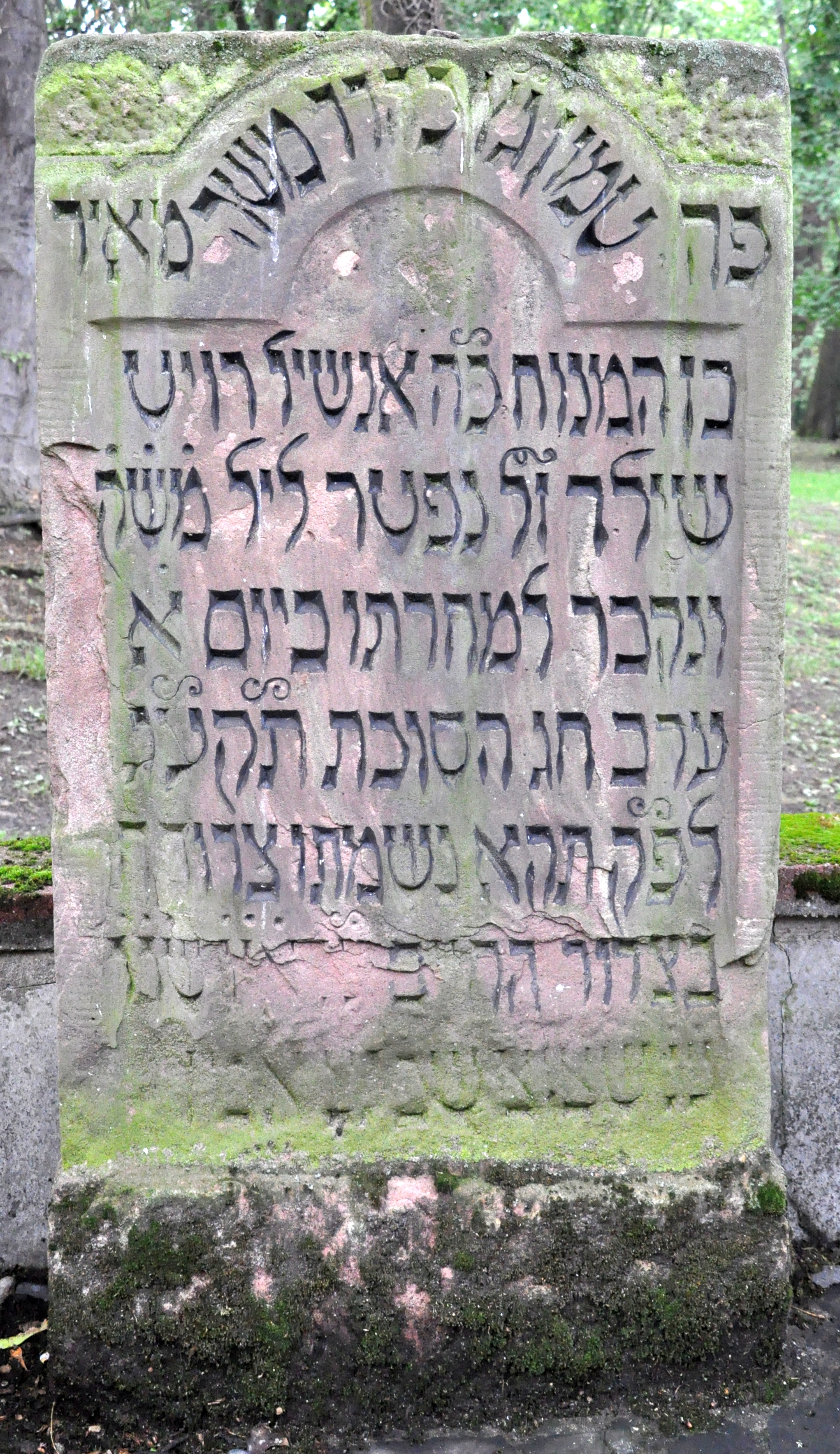
Pietra tombale nel vecchio cimitero ebraico (Friedhof Battonnstrasse) a Francoforte sul Meno

Rothschild morì a Francoforte il 19 settembre 1812 e fu sepolto al cimitero Battonnstrasse di Francoforte.
Nel 1817 fu insignito del titolo nobiliare postumo da Francesco I imperatore d'Austria.

## Famiglia
Mayer ebbe dieci figli da Gutle Schnapper (1753-1849), figlia di Wolf Salomon Schnapper, che sposò il 29 agosto 1770:
1. Schönche Jeannette Rothschild (20 agosto 1771 - 1859), sposata con Benedikt Moses Worms (1772-1824)
2. Amschel Mayer (12 giugno 1773 - 6 dicembre 1855)
3. Salomon Mayer (9 settembre 1774 - 28 luglio 1855), fondatore della famiglia di banchieri Rothschild d'Austria
4. Nathan Mayer (16 settembre 1777 - 28 luglio 1836), fondatore della famiglia di banchieri Rothschild d'Inghilterra
5. Isabella Rothschild (2 luglio 1781 - 1861)
6. Babette Rothschild (29 agosto 1784 - 16 marzo 1869)
7. Calmann (Carl) Mayer (24 aprile 1788 - 10 marzo 1855), fondatore della famiglia di banchieri Rothschild di Napoli
8. Julie Rothschild (1º maggio 1790 - 19 giugno 1815)
9. Henriette ("Jette") Rothschild (1791-1866), sposata con Abraham Montefiore (1788-1824)
10. James Mayer de Rothschild (15 maggio 1792 - 15 novembre 1868), fondatore della famiglia di banchieri Rothschild di Francia

I discendenti della famiglia ebbero fortuna in tutta l'Europa grazie alle "cinque frecce" nel settore bancario: il figlio Amschel Mayer comprò una banca di Francoforte; Salomon si trasferì a Vienna; Nathan trasformò la filiale di Londra in una delle più potenti istituzioni bancarie (NM Rothschild & Sons); Calmann ("Carl") istituì una filiale a Napoli e Jacob ("James") divenne un gigante della finanza a Parigi.